# Hastings Gardens

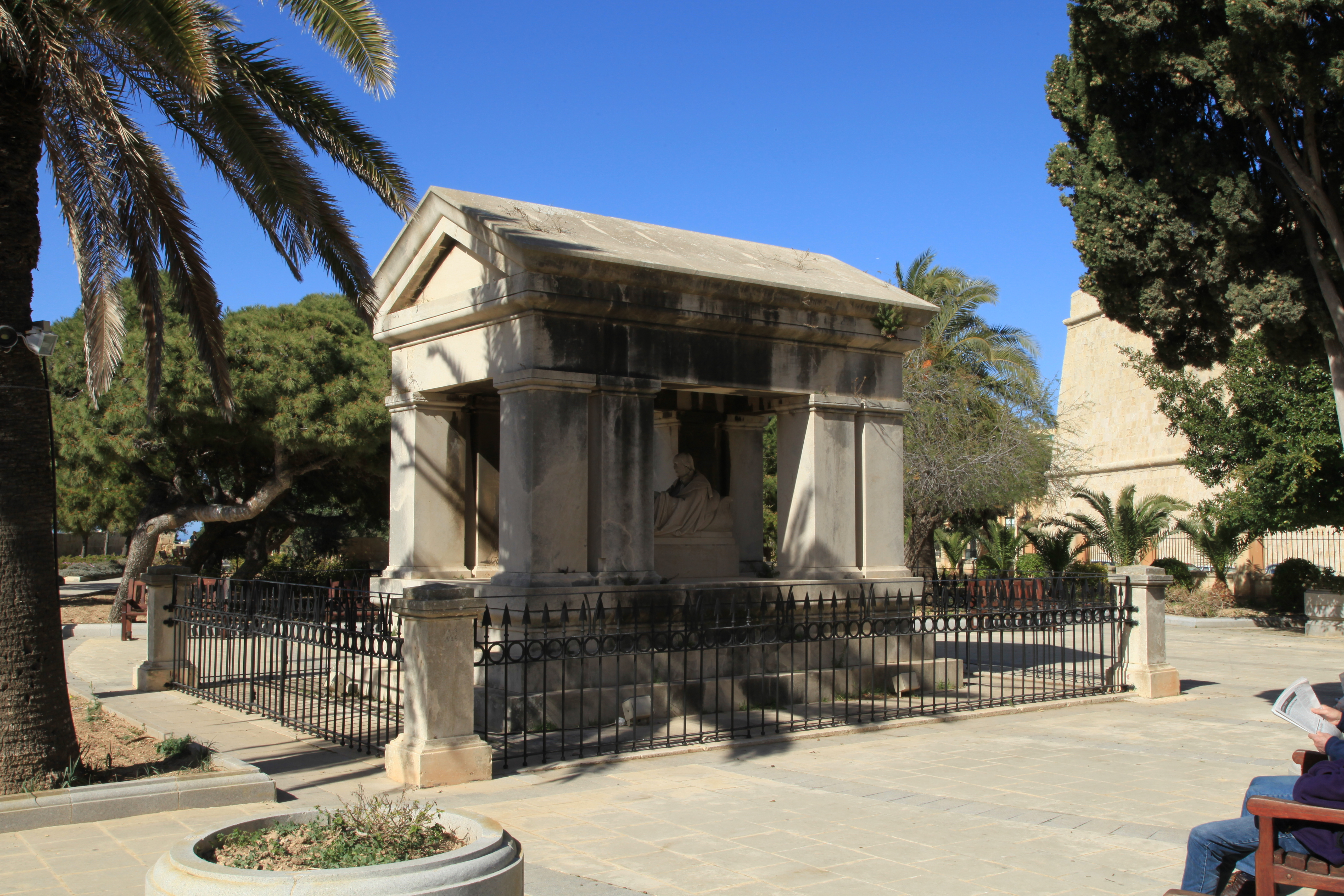
Monumento a Lord Hastings

Gli Hastings Gardens sono dei giardini pubblici che si trovano a La Valletta sull'isola di Malta in cima al Bastione di San Giovanni e al Bastione di San Michele, sul lato ovest del City Gate.
I giardini offrono una vista sulle città di Floriana, Msida, Sliema e sull'isola Manoel. All'interno dei giardini si trova un monumento realizzato dalla famiglia Hastings in onore di Francesco, marchese di Hastings, che fu governatore di Malta e fu sepolto nel giardino.Il 22 dicembre 2009, nei giardini di Hastings è stato svelato un khachkar della comunità armena di Malta, appositamente fabbricato in Armenia. Il tabellone commemorativo del khachkar dice:
| “ | In segno di amicizia tra il popolo maltese e armeno. L'Armenia ringrazia Malta per il suo sostegno agli armeni che hanno trovato rifugio in quest'isola nei tragici anni 1375 e 1915 | ” |

Il monumento al Sette giugno, originariamente posto nella piazza di fronte al Palazzo del Gran Maestro, è stato spostato in un deposito nel giugno 2009 dopo che l'inizio dei lavori nella piazza e successivamente spostato, nel 2010, negli Hastings Gardens. Da qui dovrebbe essere trasferito nel nuovo edificio del Parlamento una volta che sarà completato.